# Vũ Lăng, Lạng Sơn
Vũ Lăng là một xã thuộc tỉnh Lạng Sơn, Việt Nam.
Xã Vũ Lăng có diện tích 41,38 km², dân số năm 1999 là 4.625 người, mật độ dân số đạt 112 người/km².
Theo thống kê năm 2019, xã Vũ Lăng có diện tích 41,38 km², dân số là 5.374 người, mật độ dân số đạt 130 người/km².